# يا جنرال، ها نحن آتون!
يا جنرال، ها نحن آتون! هو فيلم وثائقي أنتج عام 1997 من إخراج علي الصافي ويعتبر من أول أعماله في الإخراج. حصل الفيلم على جائزة لجنة التحكيم الخاصة في مهرجان نامور الدولي للسينما الفرنكوفونية. عُرض في مهرجان قرطاج السينمائي وفي بينالي السينما العربية بباريس.